# Louis Dedet
Pour les articles homonymes, voir Dedet.

a Compétitions nationales et continentales officielles uniquement.

Louis Dedet, né le 6 mars 1875 à Paris VIe et mort le 25 juillet 1960 à Agnetz (Oise),, est un joueur français de rugby à XV du Stade français.

## Biographie

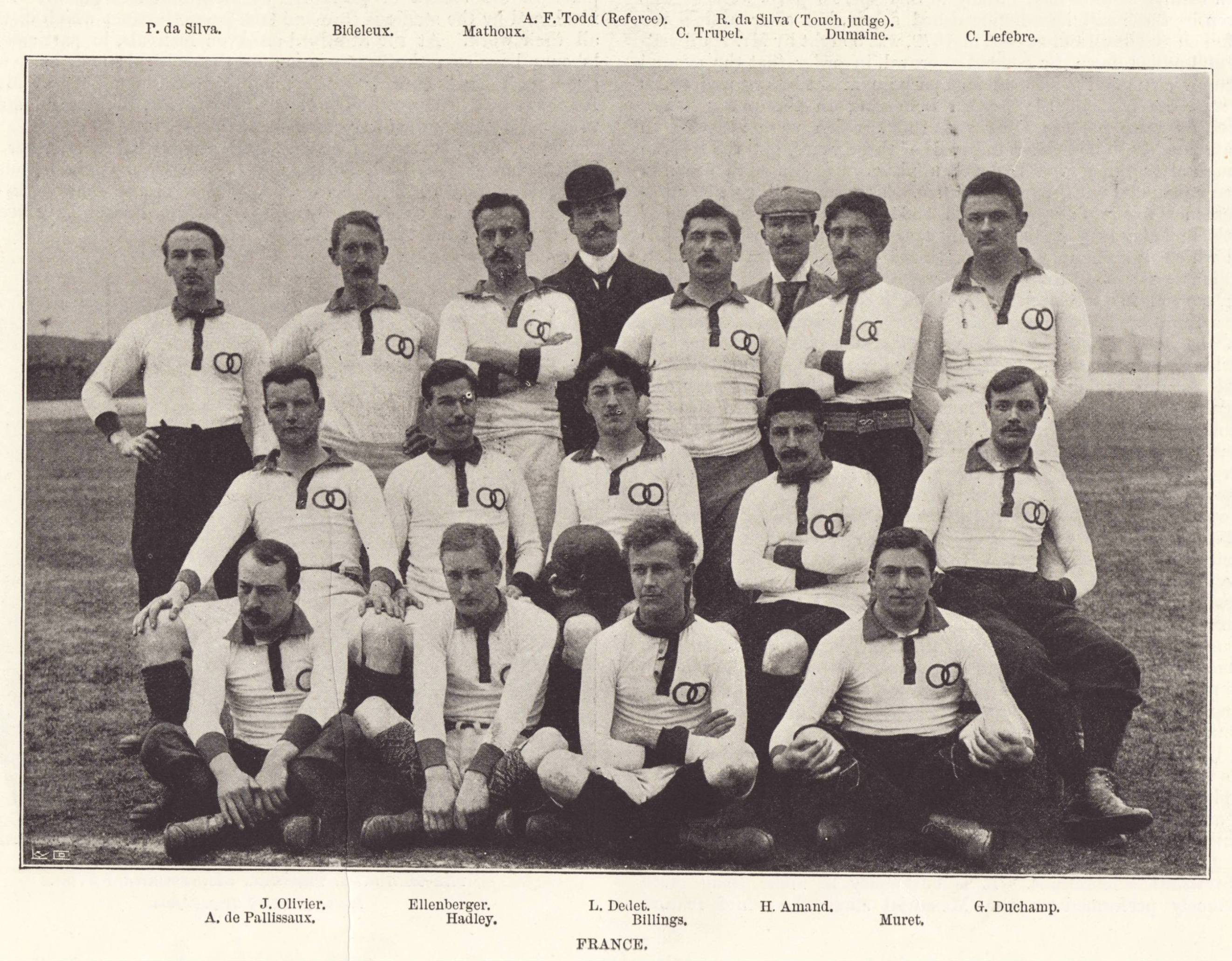
Au milieu, troisième en partant de la gauche : Louis Dedet, lors du match France-Ecosse en 1896 organisé par l'USFSA.

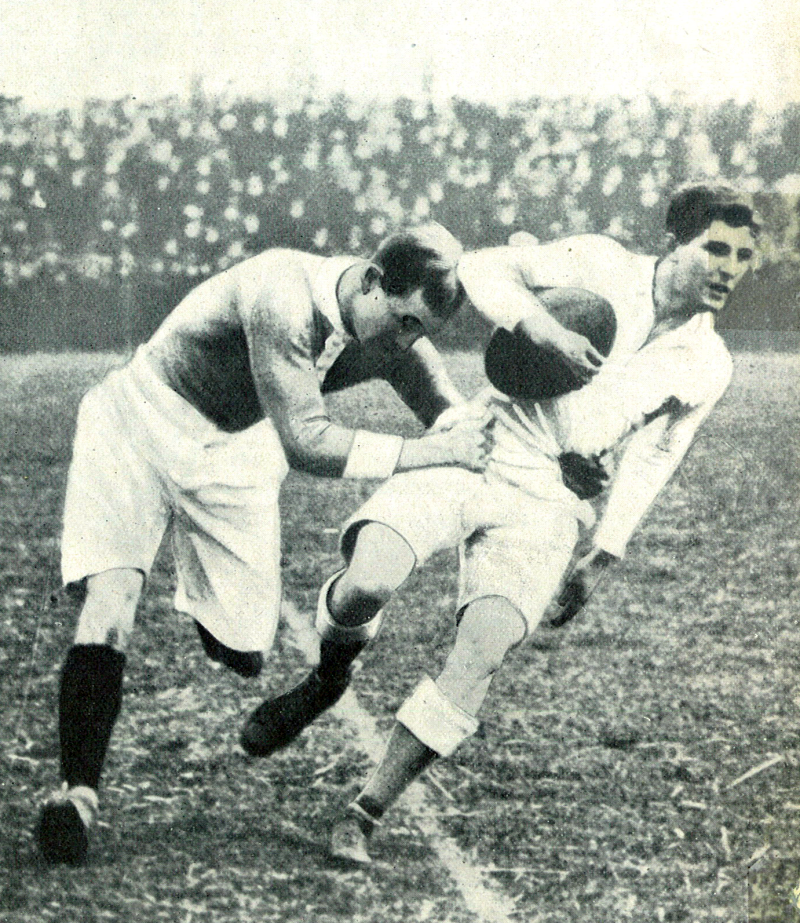
Son cousin Jacques Dedet (ici à gauche en 1913, taclant Cyril Lowe).

Licencié ès-lettres, rédacteur au Soleil, il est également athlète, professeur agrégé de philosophie à 25 ans à l'école de Dominicains d’Arcueil, enfin directeur du collège de Normandie.
Il est l'arbitre du premier match international officiel de l'équipe de France, contre la Nouvelle-Zélande le 1er janvier 1906 à Paris, ainsi que du suivant contre l'Angleterre, trois mois plus tard.  Il est à ce jour le seul international français ayant arbitré en match international. Il est également l'auteur du tout premier essai du championnat de France, lors de la finale de 1892.
Il devient ensuite dirigeant, finissant président honoraire de la FFR et du Stade français.
Son frère, Paul, joua également au Stade français en 1892, comme pilier droit. Jacques Dedet quant à lui, cousin de Louis et Paul, est médecin ; également trois-quarts centre du Stade français, il est sélectionné fois en équipe de France A à partir de 1910. Il écrit en 1910 Le Football Rugby aux éditions Circa, réédité en 1921 chez Berger-Levrault et en 1922 chez Flammarion.
Héros de la Grande Guerre, Louis Dedet finit commandant d’une compagnie d’active.

## Palmarès
- Champion de France (et de la ville de Paris): 1893, 1894, 1895, 1897, 1898 et 1901.
- Vice-champion de France: 1892, 1896, 1899, 1904 (mais ne participe pas à la finale) et 1905.
- Champion interscolaire, en étant capitaine de l'équipe du lycée Henri-IV.
- Carte no 3 d'international français, sans avoir joué de rencontre officielle, mais grâce à un déplacement à Édimbourg et à Richmond en 1893, en compagnie de Frantz Reichel et de Henri Amand.
- Capitaine du Stade français de 1893 à 1905.
- Premier capitaine d'une équipe française à vaincre une équipe étrangère le 26 mars 1894 (les Anglais de Rosslyn Park, avec le Stade français à Bécon-les-Bruyères).
- Il refuse de participer aux Jeux olympiques de 1900, pour ne pas avoir à affronter une équipe allemande sur le sol national !